# Шёвде
Шёвде (швед. Skövde, устаревшее написание Sköfde) — город в южной части Швеции, в лене Вестра-Гёталанд, в провинции Вестергётланд. Административный центр одноимённой коммуны.
Город расположен между озёрами Венерн и Веттерн.

## История

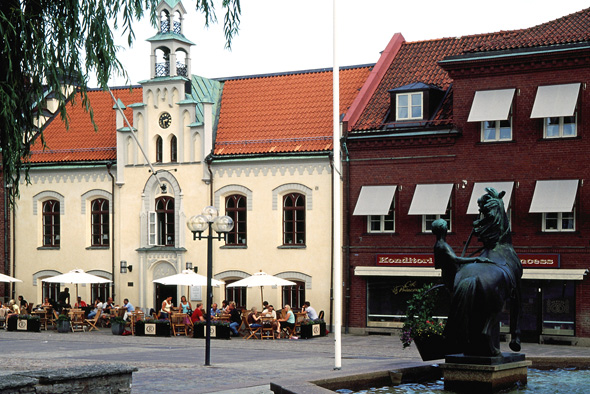
Ратуша

Получил статус города в 1413 году. В 1759 году значительно пострадал от разрушительного пожара. В 1859 году через город прошла железная дорога Стокгольм—Гётеборг (швед. Västra stambanan), что положительно сказалось на развитии города.

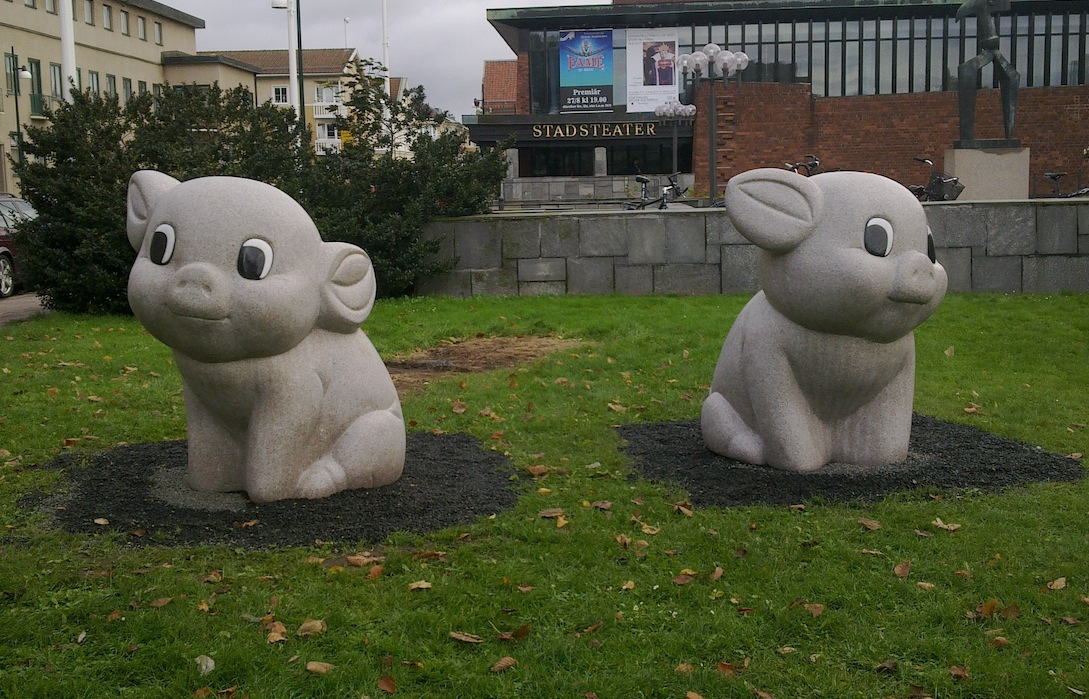
Piglets. Скульптура Марианны де Гер

В городе работает железнодорожный вокзал. В 13 км от города находится аэропорт. В 37 км к северу от Шёвде находится Мариестад, известный своим кафедральным собором.
В Шёвде есть университет, в котором обучается около 8000 студентов.
Также в городе находится моторный завод компании Volvo Penta, производящий двигатели для других подразделений Volvo AB и автомобилей марки Volvo, на котором работают около 5000 человек. В нескольких километрах к юго-западу от Шёвде находится урановый рудник Ранстад
В городе дислоцирован гарнизон, включающий Скараборгский танковый полк (P 4), Логистический полк, армейскую школу.
В городе есть футбольный клуб «Шёвде АИК», выступающий в третьем по уровню дивизионе Швеции.

## Города-побратимы
- Курессааре, Эстония
- Рингстед, Дания
- Састамала, Финляндия
- Саут-Дербишир, Великобритания
- Халден, Норвегия
- Электренай, Литва